# Lucas Maia
Lucas Jaques Varone Maia, noto semplicemente come Lucas Maia (Porto Alegre, 23 febbraio 1993), è un calciatore brasiliano, difensore dell'Henan.

## Carriera
Cresciuto nelle giovanili del Resende, ha esordito in prima squadra il 7 luglio 2013 disputando l'incontro del Campeonato Brasileiro Série D vinto 1-0 contro il Tupi. Nel 2016 si trasferisce ai danesi del Vejle, giocando per una stagione nella seconda divisione locale. L'anno successivo passa al Birkirkara, formazione della massima serie maltese. Nella stagione 2019 si divide tra Resende nella prima parte e São José-RS nella seconda parte. Nel gennaio del 2020 firma un contratto con i messicani del Cafetaleros (C), in seconda divisione. Nello stesso anno continua a giocare nella seconda divisione messicana, firmando con il Cancún. Nel dicembre del 2020 viene ceduto in prestito al Puebla, in massima serie, fino al termine della stagione. Il 27 maggio 2021 viene acquistato a titolo definitivo, firmando un contratto valido fino al 2024.

## Statistiche

### Presenze e reti nei club
Statistiche aggiornate al 5 dicembre 2021.
| Stagione        | Squadra         | Campionato      | Campionato | Campionato | Coppe nazionali | Coppe nazionali | Coppe nazionali | Coppe continentali | Coppe continentali | Coppe continentali | Altre coppe | Altre coppe | Altre coppe | Totale | Totale |
| Stagione        | Squadra         | Comp            | Pres       | Reti       | Comp            | Pres            | Reti            | Comp               | Pres               | Reti               | Comp        | Pres        | Reti        | Pres   | Reti   |
| --------------- | --------------- | --------------- | ---------- | ---------- | --------------- | --------------- | --------------- | ------------------ | ------------------ | ------------------ | ----------- | ----------- | ----------- | ------ | ------ |
| 2013            | Resende         | D               | 3          | 0          | CB              | 0               | 0               |                    | -                  | -                  |             | -           | -           | 3      | 0      |
| 2014            | Resende         | A/RJ            | 7          | 1          | CB              | 2               | 0               |                    | -                  | -                  |             | -           | -           | 9      | 1      |
| 2015            | Resende         | A/RJ+D          | 6+7        | 0+1        |                 | -               | -               |                    | -                  | -                  |             | -           | -           | 13     | 1      |
| 2016            | Resende         | A/RJ            | 3          | 0          | CB              | 1               | 0               |                    | -                  | -                  |             | -           | -           | 4      | 0      |
| Totale Resende  | Totale Resende  | Totale Resende  | 26         | 2          |                 | 3               | 0               |                    | -                  | -                  |             | -           | -           | 29     | 2      |
| 2016-2017       | Vejle           | 1D              | 26         | 1          | CD              | 0               | 0               |                    | -                  | -                  |             | -           | -           | 26     | 1      |
| 2017-2018       | Birkirkara      | PL              | 15         | 0          | CM              | 1               | 0               |                    | -                  | -                  |             | -           | -           | 16     | 0      |
| 2019            | Resende         | A/RJ            | 11         | 1          |                 | -               | -               |                    | -                  | -                  |             | -           | -           | 11     | 1      |
| 2019            | São José-RS     | C               | 13         | 2          | CB              | 0               | 0               |                    | -                  | -                  |             | -           | -           | 13     | 2      |
| gen.-giu. 2020  | Cafetaleros (C) | AMX             | 7          | 0          | CM              | 2               | 1               |                    | -                  | -                  |             | -           | -           | 9      | 1      |
| 2020-gen. 2021  | Cancún          | EMX             | 13         | 1          |                 | -               | -               |                    | -                  | -                  |             | -           | -           | 13     | 1      |
| gen.-giu. 2021  | Puebla          | LMX             | 8          | 0          |                 | -               | -               |                    | -                  | -                  |             | -           | -           | 8      | 0      |
| 2021-2022       | Puebla          | LMX             | 18         | 1          |                 | -               | -               |                    | -                  | -                  |             | -           | -           | 18     | 1      |
| Totale Puebla   | Totale Puebla   | Totale Puebla   | 26         | 1          |                 | 0               | 0               |                    | -                  | -                  |             | -           | -           | 26     | 1      |
| Totale carriera | Totale carriera | Totale carriera | 137        | 8          |                 | 6               | 1               |                    | -                  | -                  |             | -           | -           | 143    | 9      |

## Palmarès

### Competizioni statali
- Copa Rio: 2

Resende: 2014, 2015
- Campionato Paraense: 1

Paysandu: 2024

### Competizioni regionali
- Copa Verde: 1

Paysandu: 2024